# Elkinsia polymorpha
Elkinsia polymorpha és una espècie de planta fòssil que va aparèixer en el períodel del Devonià (Famennià). És la planta amb llavors més antiga que es coneix. Es tracta d'una progimnosperma Lignophyta, una falguera amb llavors (pteridospermatofití). Elkinsia era una planta no ramificada de mida petita que portava grans frondes dicòtomes. La seva tija comprenia una mica de fusta i un còrtex fibrós. Les frondes fèrtils portaven cúpules cadascuna amb diversos òvuls. El fòssil original procedeix de Virgínia Occidental i consisteix només de petits brots que contenen llavors (preòvuls i integuments incomplets) però ben conservat.